# 卡尔梅克裔美国人
卡尔梅克裔美国人（英語：Kalmyk Americans）指拥有卡尔梅克人血统的美国公民，他们主要来自俄罗斯、中国和蒙古国。目前美国大概有3000名卡尔梅克人。

## 历史
二战期间一部分卡尔梅克人参加了德军，例如卡爾梅克志願騎兵團。二战结束后，因为担心遭到苏联的迫害。他们逐渐移民美国，主要是在洛杉矶、旧金山、华盛顿特区、纽约和芝加哥。
1954至1956年，费城建立了卡尔梅克语学校。1974到1976年，在新泽西和费城，也分别建立了这样的学校。并相继建成了四座卡尔梅克佛寺。 1977年1月22日，又落成了卡尔梅克—藏传佛教建筑综合体的新的佛寺。在三个主要宗教节日（新年、春节、灵光节）之际，卡尔梅克人会在佛寺内举行活动，旧金山市也有卫拉特蒙古人的喇嘛昭和敖包。